# Robert Lutkat

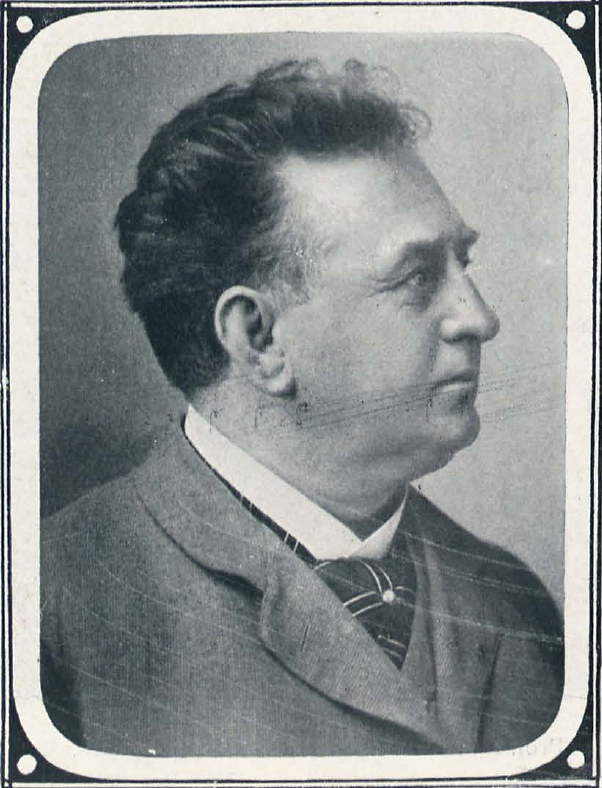
Robert Lutkat (1905)

Robert Lutkat (* 26. September 1846 in Insterburg; † 20. November 1924 in Königsberg i. Pr.) war ein deutscher Schauspieler und Komiker in Ostpreußen. Sein Pseudonym war „Robert (Franz) Johannes“.

## Leben
Lutkat war zunächst Mechaniker. 1869 ging er als Schauspieler an das Theater in Tilsit. Als allgemein beliebter Komiker kam er 1876 an das Stadttheater Königsberg. Er hielt 1887 seinen ersten Dialektvortrag und wurde der bekannteste Dialektrezitator in ostpreußischem Dialekt. Kaiser Wilhelm hörte ihn alljährlich bei seinen Jagdaufenthalten in Rominten. Mit 78 Jahren starb er im Jahr der Königsberger Kant-Feier. Noch heute bekannt sind „Tante Malchen“ und „Klempnermeister Kadereit“.

## Veröffentlichungen
- Robert Johannes: Klops und Glumse aus Keenigsbarg und Ostpreißen, 1. Auslese aus dem 9 bändigen Deklamatorium, mit einem Vorwort von Walter Scheffler: Heimkehr nach Königsberg, 2. Auflage, Gräfe und Unzer Verlag, München 1956.
- Robert Johannes: Klops und Glumse aus Keenigsbarg und Ostpreißen, 2. Auslese aus dem 9 bändigen Deklamatorium. Gräfe und Unzer Verlag, München 1953.